# Pain, Amour et Jalousie
Série Pain, Amour etc.
Pain, Amour et Fantaisie
(1953) Pain, amour, ainsi soit-il
(1955)
Pour plus de détails, voir Fiche technique et Distribution.
Pain, Amour et Jalousie (titre original : Pane, amore e gelosia) est un film italien réalisé par Luigi Comencini et sorti en 1954.
Le film est une suite de Pain, Amour et Fantaisie.

## Synopsis
L'histoire commence là où s'achève celle de Pain, Amour et Fantaisie. Le lendemain de la fête de Saint Antoine, le chef de brigade des carabiniers Carotenuto veut démissionner de son poste, car la situation familiale de son épouse convoitée, Anna, est prohibée par le règlement de son arme. Anna l'en dissuade pourtant : le père de son enfant s'est à nouveau manifesté avec l'intention de l'épouser. Plus tard, celle-ci ramène de Rome son fils, Ottavio, garçon turbulent et agressif, que Carotenuto ne parvient pas à discipliner. Quant à Maria, la Bersagliera, elle est, pour un moment, séparée de son fiancé Stelluti, comme l'exige une coutume régionale. Alors que Carotenuto danse à un banquet familial avec la Bersagliera, Anna et Stelluti arrivent ensemble au village. Les commérages vont bon train provoquant la rupture des futurs couples respectifs. Pourtant, la Bersagliera finit par se réconcilier avec Stelluti qui lui promet d'avoir un logis et un travail. De son côté, Carotenuto doit renoncer à épouser Anna qui vient de retrouver le père de son enfant. Mais, dans l'autocar qui le conduit vers Sagliena, il rencontre la nouvelle sage-femme, remplaçante d'Anna, belle à ravir et qui n'a ni mari, ni enfant.

## Fiche technique
- Titre du film : Pain, Amour et Jalousie
- Titre original : Pane, amore e gelosia
- Réalisation : Luigi Comencini
- Scénario : Ettore Margadonna, Luigi Comencini, Eduardo et Titina De Filippo, Vincenzo Talarico
- Photographie : Carlo Montuori
- Musique : Alessandro Cicognini
- Production : Titanus (Girosi)
- Durée : 95 minutes
- Pays d'origine :  Italie
- Année de sortie : 1954
- Genre : comédie
- Affiche : Jean Mascii (France)

## Distribution
- Gina Lollobrigida : Maria, la Bersagliera
- Vittorio De Sica : le chef de brigade Carotenuto (VF : Claude Peran)
- Roberto Risso : Pietro Stelluti
- Marisa Merlini : Anna, la sage-femme
- Virgilio Riento : Don Emidio
- Maria-Pia Casilio : Paoletta, la nièce de Don Emidio
- Tina Pica : Caramella
- Yvonne Sanson : la nouvelle sage-femme
- Memmo Carotenuto (VF : Louis de Funès) : le carabinier Sirio Baiocchi

## Commentaires
- Les films Pain, amour et fantaisie et Pain, amour et jalousie constituent, selon Jacques Lourcelles, un ensemble inséparable « au point que la vision d'un seul épisode (surtout s'il s'agit du premier) donne une impression d'inachèvement (...) ». L'exceptionnelle réussite commerciale de ces deux réalisations « révèle le goût naissant du public pour la comédie après des années d'austérité néo-réaliste. » (J. Lourcelles)[réf. incomplète]
- La construction des deux films, faite de courts récits habilement enchevêtrés, évoque l'ambiance propre à la commedia dell'arte et préfigure le renouveau du film à sketches italien des années 1960.
- Historiquement, les films de Luigi Comencini assument la transition entre le néo-réalisme et la comédie italienne, tout en conservant leur propre originalité.
- Boudés par la critique et les cinéphiles, les Pain, amour... sont, pour Jacques Lourcelles, « des œuvres épanouies, rondes et parfaites (...), étrangères à toute école » et, donc, propres à satisfaire la compréhension et les goûts du grand public.
- Deux autres épisodes de la série ont été réalisés par Dino Risi avec Pain, amour, ainsi soit-il (1955) et Pain, amour et Andalousie, film hispano-italien de Javier Seto (1959).